# Datenbeschickung
Die Datenbeschickung bzw. die Beschickung von Datensätzen, meint eine Korrektur von Daten durch weitere Parameter, um z. B. deren Genauigkeit zu erhöhen.

## Beispiel
Die Schifffahrtsfahrrinnen z. B. der Mündungen von Weser und Elbe werden regelmäßig von den zuständigen Wasserstraßen- und Schifffahrtsämtern bezüglich der Wassertiefe vermessen. Da diese Flussbereiche (Ästuare) jedoch stark tidebeeinflusst sind, müssen die zur Zeit der Messung jeweiligen Tidestände aus den Wassertiefenvermessungsdaten herausgerechnet werden, damit diese auf eine bestimmte Bezugsebene (z. B. SKN oder NHN) bezogen werden können. Diesen Vorgang der Datenkorrektur nennt man auch Beschickung.